# Shaun Parkes
Shaun Parkes (Londen, 9 februari 1973) is een Engels acteur. Na vanaf 1994 jaar acteerervaring opgedaan te hebben in televisiefilms en -series, debuteerde hij in 1999 op het witte doek als Koop in het muzikale komedie-drama Human Traffic. Sindsdien speelde hij in meer dan tien filmtitels, meer dan twintig inclusief televisiefilms.
Behalve in films speelt Parkes in verschillende televisieseries. Zo had hij in 2000 een rol als Bacon in de van de film Lock, Stock and Two Smoking Barrels afgeleide reeks Lock, Stock... en verscheen hij vijf keer als DC Winston Nkata in The Inspector Lynley Mysteries. In 2009 speelde Parkes het titelpersonage in de driedelige BBC-serie Moses Jones.

## Filmografie
*Exclusief 10+ televisiefilms
- Clubbed (2008)
- Daylight Robbery (2008)
- Kill Kill Faster Faster (2008)
- Notes on a Scandal (2006)
- Penelope (2006)
- Colour Me Kubrick: A True...ish Story (2005)
- Things to Do Before You're 30 (2005)
- The Mummy Returns (2001)
- Command Approved (2000)
- Offending Angels (2000)
- Rage (1999)
- Human Traffic (1999)

## Televisieseries
*Exclusief eenmalige gastrollen
- Da Vinci's Demons – Solomon Ogbai (2013, twee afleveringen)
- The River – Andreus Jude 'A.J.' Poulain (2012, acht afleveringen)
- Tinga Tinga Tales Tortoise (2011, 37 afleveringen)
- Identity – DS Anthony Wareing (2010, zes afleveringen)
- Strike Back – Felix Masuku (2010, twee afleveringen)
- Moses Jones – Moses Jones (2009, drie afleveringen)
- Harley Street – Dr. Ekkow Obiang (2008, zes afleveringen)
- The Inspector Lynley Mysteries – DC Winston Nkata (2006-2007, vijf afleveringen)
- Doctor Who – Zachary Cross Flane (2006, twee afleveringen)
- Casanova – Rocco (2005, drie afleveringen)
- Silent Witness – DI Freeman (2004, twee afleveringen)
- Servants – Frederick Matkin (2003, zes afleveringen)
- Lock, Stock... – Bacon (2000, zeven afleveringen)
- Turning World – Julian Roberts (1997, drie afleveringen)
- Crown Prosecutor – Eric Jackson (1995, tien afleveringen)